# Signalisation routière de danger
- et
- ( historique)
- ( historique)

et
(historique)
(historique)

La signalisation routière de danger est l'ensemble des équipements de voirie destinés à avertir les usagers de la route de l’existence et de la nature d’un danger.

## Formes et couleurs
Les dimensions des panneaux de signalisation doivent être telles que le signal soit facilement visible de loin et facilement compréhensible quand on s’en approche. Elles tiennent compte de la vitesse habituelle des véhicules.
Chaque pays définit sa réglementation concernant les dimensions de panneaux. En règle générale, à chaque dimension correspond un type de signal : petites, normales, grandes et très grandes dimensions.
Les signaux de petites dimensions sont employés lorsque les conditions ne permettent pas l’emploi de signaux de dimensions normales ou lorsque la circulation ne peut se faire qu’à allure lente. Ils peuvent aussi être employés pour répéter un signal antérieur. Les signaux de grandes dimensions sont employés sur les routes de grande largeur à circulation rapide. Les signaux de très grandes dimensions sont employés sur les routes à circulation très rapide, notamment sur les autoroutes.
En Europe, les panneaux de danger sont triangulaires (triangle pointant vers le haut) à bord rouge et à fond blanc ou jaune (dans certains pays ce n'est que les panneaux temporaires qui sont à fond jaune). En Amérique, en Australie, en Irlande, au Japon et en Nouvelle-Zélande, ainsi que dans plusieurs autres pays du monde, les panneaux de signalisation du danger sont des carrés tournés pointe en bas de couleur jaune.

Formes

## Implantation
D'une manière générale, les signaux routiers sont placés de manière à pouvoir être reconnus rapidement par les conducteurs. Habituellement, ils sont placés du côté de la route correspondant au sens de la circulation.  Toutefois, ils peuvent être placés ou être répétés au-dessus de la chaussée. Lorsque les conditions locales sont telles qu’ils risqueraient de ne pas être aperçus à temps, ils doivent être répétés.
Les signaux d’avertissement de danger doivent être placés à une distance de l’endroit dangereux telle que leur efficacité soit la meilleure, de jour comme de nuit, compte tenu des conditions de la route et de la circulation, notamment de la vitesse habituelle des véhicules et de la distance à laquelle le signal est visible.
En absence de panonceau précisant la distance, ils sont situés 50 mètres avant le danger en agglomération, et 150 mètres en rase campagne.

## Types de signaux

### Avertissement général
Ils signalent un danger ou un obstacle particulier non couvert par les autres signaux d'avertissement. En Europe, ils se composent généralement d'un point d'exclamation inscrit dans un triangle standard, avec éventuellement une panonceau précisant la nature du danger. Dans les pays utilisant des signaux carrés tournés à 45°, le phénomène est en général explicitement écrit à l'intérieur du panneau. Le panneau peut également contenir un mot générique de type "Attention", et des pictogrammes peuvent être utilisés.

### Risques naturels
- Chute de pierres, ou pierres tombées sur la route
- Passage d'animaux domestiques
- Passage d'animaux sauvages (surtout la nuit)
- Chaussée fréquemment glissante (à cause de précipitations, de verglas…)
- Vent latéral fort (le panneau est complété par la présence d'une manche à air indiquant la puissance et la direction du vent)

### Virages dangereux
Des panneaux indiquent un virage inattendu, serré ou qui se referme ou une série de virages.
- Virage à droite
- Virage à gauche
- Série de virages dont le premier est à droite
- Série de virages dont le premier est à gauche.

### Circulation à double sens
Par exception, le panneau « double sens de circulation » est un signal de position qui est placé au niveau du danger. Il signale la fin d'une chaussée à sens unique. Placé avant le danger, il est complété par un panonceau de distance.

### Autres dangers
- Descente dangereuse (le pourcentage est indiqué sur le panneau) ; il faut en général utiliser le frein moteur puis, si nécessaire, freiner par intermittences mais suffisamment fort
- Débouché de cyclistes venant de droite ou de gauche (pour les routes longées par une piste ou bande cyclable)
- Débouché sur un quai ou une berge
- Aire de danger aérien (surprise par le bruit de décollage ou d'atterrissage d'un avion)
- Passage à niveau
- Travaux.

## Compléments